# 传递函数
在工程中，传递函数（英語：transfer function，也称系统函数、转移函数或网络函数，画出的曲线叫做传递曲线）是用来拟合或描述黑箱模型（系统）的输入与输出之间关系的数学表示。在二维图像的应用中，输入和输出的位图间的关系函数称作转移曲线、转换曲线（transfer curve）或特征曲线（characteristic curve）。
通常它是零初始条件和零平衡点下，以空间或时间频率为变量表示的线性时不变系统（LTI）的输入与输出之间的关系。然而一些资料来源中用“传递函数”直接表示某些物理量输入输出的特性，（例如二端口网络中的输出电压作为输入电压的一个函数）而不使用变换到S平面上的结果。

## 解释
传递函数通常用于分析诸如单输入、单输出的滤波器系统中，主要用在信号处理、通信理论、控制理论。这个术语经常专门用于如本文所述的线性时不变系统（LTI）。实际系统基本都有非线性的输入输出特性，但是许多系统在标称参数范围内的运行状态非常接近于线性，所以实际应用中完全可以应用线性时不变系统理论表示其输入输出行为。
简单说明一下，下面的描述都是以複数 {\displaystyle s=\sigma +j\cdot \omega } 为变量的。在许多应用中，足以限定 {\displaystyle \sigma =0} (于是 {\displaystyle s=j\cdot \omega })，从而将含有複参数的拉普拉斯变换简化为实参 {\displaystyle \omega }的傅里叶变换。
那么，对于最简单的连续时间输入信号{\displaystyle x(t)}和输出信号{\displaystyle y(t)}来说，传递函数{\displaystyle H(s)}所反映的就是零状态条件下输入信号的拉普拉斯变换 {\displaystyle X(s)={\mathcal {L}}\left\{x(t)\right\}} 与输出信号的拉普拉斯变换 {\displaystyle Y(s)={\mathcal {L}}\left\{y(t)\right\}} 之间的线性映射关系：
{\displaystyle Y(s)=H(s)\,X(s)}
或者
{\displaystyle H(s)={\frac {Y(s)}{X(s)}}={\frac {{\mathcal {L}}\left\{y(t)\right\}}{{\mathcal {L}}\left\{x(t)\right\}}}}
在离散时间系统中，应用Z变换，传递函数可以类似地表示成
{\displaystyle H(z)={\frac {Y(z)}{X(z)}}}
这常常被称为脉冲传递函数。

### 从微分方程直接推导
考虑一个常系数线性微分方程
{\displaystyle L[u]={\frac {d^{n}u}{dt^{n}}}+a_{1}{\frac {d^{n-1}u}{dt^{n-1}}}+\dotsb +a_{n-1}{\frac {du}{dt}}+a_{n}u=r(t)}
其中 u 和 r 是 t 的适当的光滑函数。L 是相关函数空间上定义的，将 u 变换为 r 的算子。这种方程可以用于以强迫函数 r 为变量约束输出函数 u 。传递函数写成算子{\displaystyle F[r]=u}的形式，是 L 的右逆，因为{\displaystyle L[F[r]]=r}。
这个常系数齐次微分方程{\displaystyle L[u]=0}的解可以通过尝试{\displaystyle u=e^{\lambda t}}找到。这个代换会产生特征多项式
{\displaystyle p_{L}(\lambda )=\lambda ^{n}+a_{1}\lambda ^{n-1}+\dotsb +a_{n-1}\lambda +a_{n}\,}
在输入函数 r 的形式也为{\displaystyle r(t)=e^{st}}的时候，非齐次的情形也可以很容易的解决。在那种情况下，通过代入{\displaystyle u=H(s)e^{st}}就可以发现{\displaystyle L[H(s)e^{st}]=e^{st}}当且仅当
{\displaystyle H(s)={\frac {1}{p_{L}(s)}},\qquad p_{L}(s)\neq 0.}
把那当作传递函数的定义需要注意区分实数和复数的差异。这是受到 abs(H(s)) 表示增益，而用 -atan(H(s)) 表示相位滞后惯例的影响。传递函数的其他定义还有例如{\displaystyle 1/p_{L}(ik)}。

## 信号处理
设普通线性非时变系统的输入为 {\displaystyle x(t)\ } ，输出为 {\displaystyle y(t)\ } ，并且 {\displaystyle x(t)\ } 和 {\displaystyle y(t)\ } 的拉普拉斯变换为
{\displaystyle X(s)={\mathcal {L}}\left\{x(t)\right\}\equiv \int _{0}^{\infty }x(t)e^{-st}\,dt}
{\displaystyle Y(s)={\mathcal {L}}\left\{y(t)\right\}\equiv \int _{0}^{\infty }y(t)e^{-st}\,dt}.
那么输出与输入之间通过传递函数 {\displaystyle H(s)\ } 发生关系
{\displaystyle Y(s)=H(s)X(s)\,}
并且传递函数为
{\displaystyle H(s)={\frac {Y(s)}{X(s)}}} 。

### 频响函数
在信号分析与处理中，通常感兴趣的系统的频率响应，这时候经常使用频响函数来表示系统对于不同频率谐波的响应特征。频响函数通常用傅里叶变换表示，傅里叶变换是 {\displaystyle s=j\omega } 的双边拉普拉斯变换的一个特例。频响函数实际上是线性系统的稳态响应分量，只有再加上瞬态响应分量，才构成系统的全响应，即系统的传递函数。
当一个振幅为 {\displaystyle |X|\ }、角频率为 {\displaystyle \omega \ } 以及相位为 {\displaystyle \arg(X)\ } 的谐波信号
{\displaystyle x(t)=Xe^{j\omega t}=|X|e^{j(\omega t+\arg(X))}}
其中 {\displaystyle X=|X|e^{j\arg(X)}}
输入到线性时不变系统的时候，那么对应的输出为：
{\displaystyle y(t)=Ye^{j\omega t}=|Y|e^{j(\omega t+\arg(Y))}}
且 {\displaystyle Y=|Y|e^{j\arg(Y)}}.
注意，在線性非時變系统中，谐波信号输入频率 {\displaystyle \omega \ } 没有发生变化，只有三角函数的振幅和相位经过系统发生了改变。相位延迟（也就是传递函数引起的与频率相关的正弦曲线延迟）为：
{\displaystyle \tau _{\phi }(\omega )=-{\frac {\phi (\omega )}{\omega }}}。
群延迟（也就是传递函数引起的与频率相关的正弦曲线包络线延迟）通过计算相位延迟对于角频率 {\displaystyle \omega \ } 的导数得到，
{\displaystyle \tau _{g}(\omega )=-{\frac {d\phi (\omega )}{d\omega }}}.
频率响应 {\displaystyle H(j\omega )} 可分解为幅频响应{\displaystyle A(\omega )}或增益{\displaystyle G(\omega )}以及相频响应{\displaystyle \phi (\omega )}
{\displaystyle G(\omega )={\frac {|Y|}{|X|}}=|H(j\omega )|\ }
{\displaystyle \phi (\omega )=\arg(Y)-\arg(X)=\arg(H(j\omega ))}.
并可由此绘出系统的幅频特性曲线与相频特性曲线，总称波特图。
频率响应也可以按其实部与虚部分解表示为：
{\displaystyle H(j\omega )=\operatorname {Re} (\omega )+j\operatorname {Im} (\omega )}
并由此绘出系统频率响应的奈奎斯特曲线。
不管是使用拉普拉斯变换还是傅立叶变换，它们都将时间域上系统响应的卷积运算转化为对应的复数域或频域上的代数（频率相乘，相位相加）运算，并且可以直观的揭示出系统对于信号频率的作用。

## 控制工程
在控制工程和控制理论中，传递函数是从拉普拉斯变换推导出来的。传递函数是经典控制工程中的一个主要工具，但是，在分析多输入多输出（MIMO）系统的时候它就显得很笨拙了，在分析这样的系统的时候大部分被状态空间表示所代替。尽管这样，经常也可以从任意的线性系统得到传递矩阵用于分析它的动态及其它特性：传递矩阵中的每个元素都是与特定输入和特性输出相关的一个传递函数。

## 光学
在光学中调制传递函数描述的是光学系统传递对比度的能力，是常用的像质评价方法之一。
例如，如果一系列的黑白交替条纹以一个特定的空间频率画出来，那么当观察这些条纹的时候，图像质量可能发生退化。白色的条纹看起来变暗了，而黑色的条纹看起来变亮了。
忽略相位变化，在特定空间频率的调制传递函数称为调制传递函数（英語：modulation transfer function，MTF），定义为：
{\displaystyle \mathrm {MTF} (f)={\frac {M(\mathrm {image} )}{M(\mathrm {source} )}}}
其中调制（M）是根据下式从图像或者光源亮度中导出来的：
{\displaystyle M={\frac {(L_{\mathrm {max} }-L_{\mathrm {min} })}{(L_{\mathrm {max} }+L_{\mathrm {min} })}}}
用MTF曲线的积分值可以评价成像质量。理论上，像点的中心亮度值等于MTF曲线的面积。而面积越大，意味着像点中包含的信息越多，成像质量也就越好。不过，MTF曲线只能反映少数点的情况。

## 非线性系统
许多非线性成分（如张弛振荡器）就不存在传递函数，但可以用描述函数来近似。